# Пахомов, Михаил Павлович
Михаил Павлович Пахомов (27 декабря 1941, станица Солдатская, Прохладненский район, Кабардино-Балкарская АССР, РСФСР — 20 мая 2015, Новосибирск, Российская Федерация) — советский и российский оперный певец (бас), солист Новосибирского театра оперы и балета (1974—2007), заслуженный артист РСФСР (1989).

## Биография
Окончил Орджоникидзевское музыкальное училище (Северо-Осетинская АССР) и Саратовскую консерваторию (1974, педагог — В. И. Удодова).
Выступал на сценах Саратовского театра оперы и балета, Пермского театра оперы и балета, Оперного театра «Колизей» (Лиссабон), Хабаровского театра музыкальной комедии.
Солист оперы Новосибирского театра оперы и балета с 1974 г. Исполнил более 30 партий. С труппой театра гастролировал в Польше (1984), в Египте (1993).

## Театральные работы
- Борис Годунов, Варлаам, Пимен («Борис Годунов» М. П. Мусоргского)
- Князь Андрей Хованский, Досифей («Хованщина» М. П. Мусоргского)
- Дон Базилио («Севильский цирюльник» Россини)
- Царь Египта («Аида» Верди)
- Король Рене, Бертран («Иоланта» Чайковского)
- Зорастро («Волшебная флейта» В.-А. Моцарта)
- Князь Галицкий, Кончак («Князь Игорь» А. П. Бородина)
- Лодовико («Отелло» Верди)
- Бонза («Мадам Баттерфляй» Пуччини)
- Бенуа, Альциндор («Богема» Пуччини)
- Анджелотти («Тоска» Пуччини)
- Кочубей («Мазепа» П. И. Чайковского)
- Гремин («Евгений Онегин» П. И. Чайковского)
- Малюта Скуратов («Царская невеста» Римского-Корсакова)
- Инквизитор («Крылатый всадник» Рубина)
- Фагот («Мастер и Маргарита» Гевиксмана)
- Лука («Каштанка» Рубина)
- Медведь («Терем-теремок»)
- Священник («Леди Макбет Мценского уезда» Шостаковича)
- Лере («Мадам Бовари» Бондевиля)